# Lecanodiaspis baculifera
Lecanodiaspis baculifera är en insektsart som beskrevs av Leonardi 1907. Lecanodiaspis baculifera ingår i släktet Lecanodiaspis och familjen Lecanodiaspididae. Inga underarter finns listade i Catalogue of Life.